# Jasna skóra w kulturze japońskiej

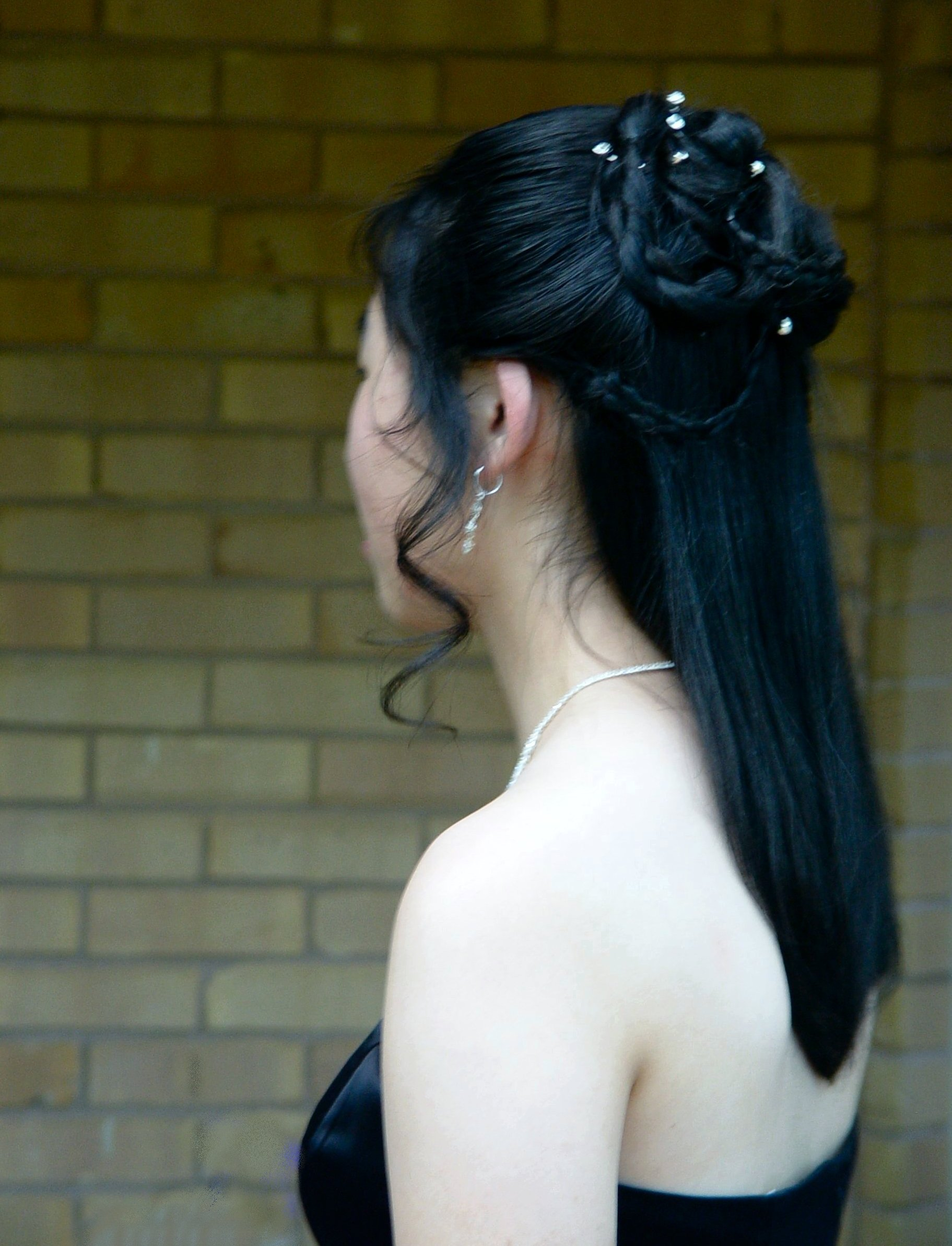
Japonka ukazująca jasną skórę pleców i ramion.

Jasna skóra w kulturze japońskiej, nazywana Bihaku (jap. 美白) – japoński termin dosłownie oznaczający „piękno bieli” i odnoszący się do efektu wybielenia lub rozjaśnienia skóry w produktach kosmetycznych. Bihaku ma ogromny wpływ na standardy kobiecej urody Japonek. W krajach azjatyckich biel skóry jako kanon estetyczny od zawsze kojarzona była z pojęciami piękna i szlachetności, w odróżnieniu od ciemnej karnacji, uznawanej za synonim niskiej klasy społecznej, typowej dla prac wykonywanych na świeżym powietrzu.
Taki ideał piękna jest obecny w Japonii od okresu Nara (710-733), na jego współczesne znaczenie wpływają także ideologie i moda importowane z Zachodu. Doprowadziło to do boomu w sprzedaży i użyciu produktów estetycznych specjalizujących się w wybielaniu skóry.

## Historia
Chociaż kolor skóry człowieka może się drastycznie różnić w zależności od pochodzenia etnicznego i rasowego danej osoby, Japończycy (podobnie jak mieszkańcy innych krajów azjatyckich, jak Korea, Chiny i Indie) tradycyjnie preferują jasną skórę. W Japonii starożytne przysłowie mówi, że „biała skóra zakrywa siedem skaz” (色の白いは七難隠す iro no shiroi wa shichinan kakusu), a japońskie kobiety przede wszystkim podejmują liczne wysiłki, starając się utrzymać jakość swojej skóry w określonych standardach, unikając ekspozycji na bezpośrednie działanie promieni słonecznych i uciekając się do produktów kosmetycznych specjalizujących się w wybielaniu skóry, dostępnych w każdym miejscu w kraju.

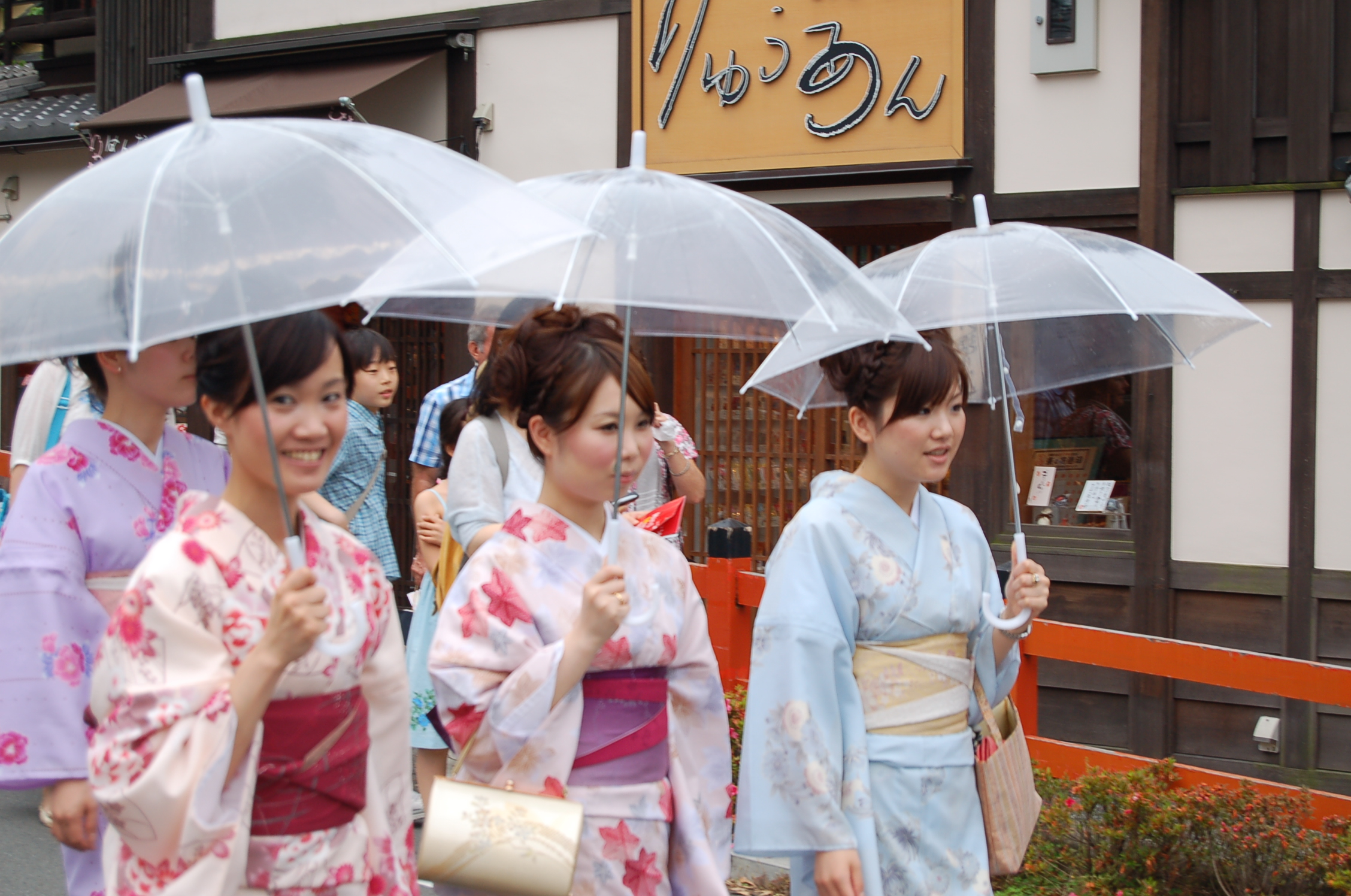
Japońskie kobiety często wybierają parasol, aby chronić swoją jasną skórę przed promieniami słońca.

Chociaż przyczyną dążenia do tego kanonu piękna jest często chęć naśladowania stereotypowego piękna kobiet białej odmiany człowieka, pierwotny motyw japońskiej obsesji na punkcie jasnej skóry miał więcej wspólnego z różnicami w klasie społecznej. Uważano, że jaśniejsza karnacja wskazuje na wyższy poziom wykształcenia, zamożność i klasę społeczną, podczas gdy ciemniejsza skóra odnosiła się do życia z pracy na świeżym powietrzu, podczas której skóra była narażona na ciemnienie z powodu ciągłej ekspozycji na słońce. Ponadto, jeszcze przed jakimkolwiek kontaktem z jasnoskórymi Europejczykami oraz ciemnoskórymi Afrykanami czy Hindusami, Japończycy zawsze kojarzyli białą skórę z pojęciem piękna, w konsekwencji uważając czarną skórę i etykietując ją jako nieestetyczną. Dzieje się tak dlatego, że jasna skóra jest często postrzegana jako synonim „idealnej skóry”. Wreszcie, Japończycy zawsze używali słowa shiroi (白い „biały”) na określenie najjaśniejszego odcienia swojej karnacji, a biała skóra jest często przedstawiana jako symboliczna cecha fizyczna mieszkańców Kraju Wschodzącego Słońca, w przeciwieństwie do zachodniego postrzegania polegającego na używaniu przymiotnika „żółty” na określenie koloru skóry Japończyków i ogólnie Azjatów.
Ten ideał piękna jest rozpowszechniony w Japonii od okresu Nara (710-733), kiedy to kobiety dworskie szeroko stosowały produkty upiększające dla zdrowej skóry (takie jak otręby ryżowe i proszek ze zmielonych pereł), a także nakładały biały puder na twarz, aby uzyskać efekt bladości. W okresie Edo (1603-1868) kosmetyk o nazwie uguisu no fun (鶯の糞), pochodzący z odchodów wierzbownika japońskiego, był używany do usuwania ciężkiego makijażu gejsz, a jego właściwości polegały m.in. na wybielaniu skóry i przywracaniu jej blasku. Dopiero po upadku szogunatu Tokugawy i związanym z tym otwarciem granic przez nowy rząd Meiji (1868) Japończycy zaczęli importować i naśladować zachodnie mody i obyczaje, od ubrań, przez fryzury, po jasną karnację europejskich i amerykańskich kobiet. W pierwszych dekadach XX wieku mochi-hada (餅肌 „skóra jak mochi”) była uważana za bardzo ważny element oceny urody Japonki, często kojarzona z takimi cnotami jak kobiecość, czystość, uczciwość i instynkt macierzyński. Ideał ten nie był jednak zbliżony do zachodniego zwyczaju sięgania po kosmetyki w celu poprawy wyglądu fizycznego, ale raczej stanowił bardziej nowoczesną i lżejszą wersję tradycyjnego wybielania twarzy utrwalonego w okresie Meiji i wcześniejszych okresach.
Z biegiem lat biała skóra została przekształcona z symbolu niewinności i kobiecości w emblemat młodości i atrakcyjności dla płci przeciwnej, głównie za sprawą agresywnego marketingu wielkich japońskich firm kosmetycznych. Międzynarodowy przemysł filmowy i reklamowy również odegrał kluczową rolę w narzuceniu tego kanonu piękna poprzez promowanie jasnoskórych modelek jako przykładu azjatyckiego piękna. Ponadto w Japonii powszechnie przyjmuje się, że kobiety białej odmiany są idealnym kanonem piękna, co znajduje odzwierciedlenie w reklamach największych domów mody, z których 54% (najwyższy odsetek wśród krajów azjatyckich) wykorzystuje modelki białej odmiany.
Od lat 80. XX wieku na rynku japońskim pojawiły się liczne rodzaje produktów kosmetycznych znanych jako bihaku (美白 „piękno bieli”), które obiecują rozjaśnić skórę i pomóc utrzymać ją w takim stanie od momentu ich wprowadzenia cieszyły się i nadal cieszą dużym powodzeniem. Produkty bihaku są również powszechne i stanowią kluczowy element wielu subkultur młodzieżowych, takich jak gyaru i dziewczyn ageha. Opozycja wobec idei piękna jasnej skóry narastała wraz z subkulturą gyaru zwaną ganguro w latach 90., która prawie wymarła pod koniec lat 2000.

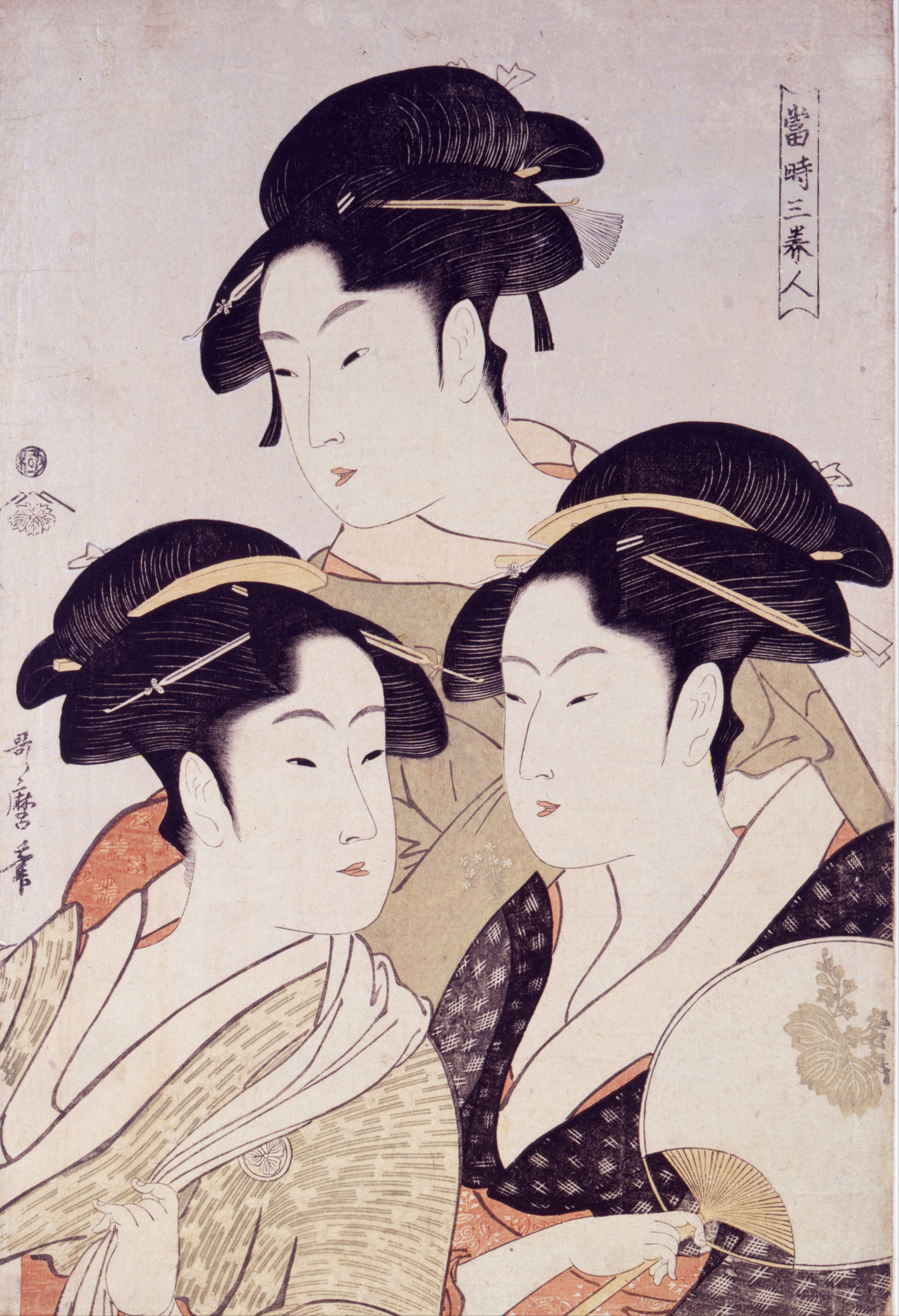
Portret pięknych kobiet namalowany przez Utamaro Kitagawe

## Rynek produktów bihaku w Japonii
W 2014 roku w Japonii sprzedaż produktów do pielęgnacji skóry wyniosła ponad 810 mld jenów, z czego 196 mld jenów pochodziło ze sprzedaży produktów specjalizujących się w wybielaniu skóry, co stanowiło 20% rynku. Sukces takich produktów wynika w dużej mierze z przekonujących reklam firm kosmetycznych, które często zawierają referencje osób, które twierdzą, że osobiście sprawdziły skuteczność reklamowanych produktów.
Produkty Bihaku mogą zawierać takie elementy jak kwas azelainowy i alfa-hydroksykwas, witaminy takie jak retinol, retinal i tretinoina, a także koncentraty zawierające między innymi witaminę A, C i E, kwas salicylowy, kwas glikolowy, kwas mlekowy i kwas kojowy. Niektóre bardziej nowoczesne produkty zawierają ekstrakty roślinne, takie jak arbutyna (z mącznicy lekarskiej), która zastąpiła hydrochinon, którego stosowanie w syntezie chemicznej w produktach kosmetycznych zostało zakazane w Japonii w latach 2000. Niektóre kremy zawierały rhododenol, syntetyczną wersję związku występującego naturalnie w korze białej brzozy, ale zostały one wycofane z rynku w maju 2013 roku ze względu na poważne skutki uboczne, których doznała znaczna liczba klientów. Spowodowało to ogromne straty ekonomiczne dla firmy Kanebo, której czołową rolę w branży skradło konkurencyjne Shiseido.
Wśród właściwości tych produktów są między innymi zdolność do usuwania zanieczyszczeń i niedoskonałości skóry, takich jak zmarszczki, przebarwienia i cienie, zdolność do wyrównywania kolorytu cery, regeneracja, oczyszczanie i wybielanie skóry, zwiększanie retencji wilgoci, utrzymywanie elastyczności i zapobieganie powstawaniu melaniny.